# Abdullah Öcalan
Abdullah Öcalan, detto Apo (pron. curda: /ɑːbdullɑːh oʊdʒɑːlɑː/; turca: [abduɫˈɫɑh ød͡ʒaɫan]; Ömerli, 4 aprile 1948), è un politico curdo con cittadinanza turca, fondatore del Partito dei Lavoratori del Kurdistan e attuatore del confederalismo democratico teorizzato in precedenza da Murray Bookchin.
È stato imprigionato nel 1999 dopo essere stato arrestato in Kenya dai servizi segreti turchi con la collaborazione di governi stranieri come Israele e Stati Uniti. È stato condannato all'ergastolo per reati quali “tradimento” e “separatismo” e per dieci anni è stato l'unico prigioniero dell'isola-prigione di Imrali. Il suo totale isolamento per 23 ore al giorno e i continui rifiuti di visitarlo sono stati denunciati in molte occasioni dalle organizzazioni per i diritti umani, rendendo la sua liberazione una causa inscindibile del popolo curdo.
È il principale responsabile del cambiamento di paradigma nella lotta curda, dall'indipendenza e dai postulati marxisti-leninisti a una visione confederale per i popoli del Medio Oriente nel loro insieme. Öcalan è l'ideologo del cosiddetto Confederalismo Democratico, un concetto politico basato sulla democrazia diretta, sul femminismo e sull'ambientalismo, che oggi è condiviso da gran parte delle organizzazioni curde negli Stati in cui la popolazione è divisa.
Dopo essere stato catturato a Nairobi, in Kenya, il 15 febbraio 1999, è stato condannato a morte il 29 giugno 1999 per attività separatista armata, considerata come terrorismo da Turchia, Stati Uniti e Unione europea. La pena è stata commutata in ergastolo nel 2002, allorché la Turchia ha abolito la pena di morte. Da allora è nell'isola-prigione di İmralı.
Nel 2002 il Consiglio dell'UE ha incluso il PKK nell'elenco di persone, gruppi ed entità coinvolti in atti terroristici. Nel 2018 la Corte di Giustizia Europea ha dichiarato che non erano stati soddisfatti i requisiti per includere il PKK nell'elenco, e che quindi l'inserimento del 2002 deve ritenersi nullo. Tuttavia, le successive versioni dell'elenco dei soggetti terroristici stabilito dell'UE hanno incluso il PKK; nel 2022 è ancora presente in questo elenco.
Dalla prigione, Öcalan ha pubblicato diversi libri, il più recente nel 2015. La gineologia, nota anche come scienza delle donne, è una forma di femminismo sostenuta da Öcalan e successivamente un principio fondamentale dell'Unione delle Comunità del Kurdistan.

## Biografia
Abdullah Öcalan nasce a Ömerli, un villaggio della provincia di Sanliurfa (nell'Anatolia Sud-Orientale), il 4 aprile del 1948. Dopo aver frequentato il liceo statale di una piccola città di provincia, si iscrisse alla facoltà di scienze politiche dell'Università di Ankara, che negli anni della contestazione studentesca era particolarmente attiva in manifestazioni e nella partecipazione degli studenti ai movimenti di sinistra, ma caratterizzata dalla presenza anche di alcuni movimenti studenteschi di destra. Dopo il colpo di Stato militare del 1971 molti studenti di sinistra preferirono lasciare gli studi o si trovarono costretti a farlo. Öcalan, tra questi, si arruolò nel servizio civile a Diyarbakır.
Influenzato dalla situazione della popolazione curda, Abdullah Öcalan divenne un membro attivo della Associazione Democratica Culturale Dell'Est, un'associazione promotrice di diritti per il popolo curdo.
Nel 1977, fonda il Partito dei Lavoratori del Kurdistan (PKK), che lotta per l'autonomia del Kurdistan, contro i clan "feudali" che spadroneggiano sul territorio, per l'ecologia, per l'emancipazione della donna e per la distruzione del sistema patriarcale e capitalista. Lo stesso anno, due militanti vengono uccisi dalla polizia.
Nel 1984, in seguito alla condanna a morte di 90 militanti da parte del governo turco, il PKK inizierà una campagna di conflitto armato comprendente attacchi dei militanti contro le forze governative in Iraq, Iran, e Turchia col fine di creare uno Stato curdo indipendente. Tra il 1984 e il 2003 circa 30.000 persone rimasero uccise nei conflitti che ne seguirono.
Alcune fonti sostengono che Öcalan sia stato aiutato dalla Siria a fondare il PKK, essendo la Siria interessata a destabilizzare la zona per rallentare i lavori della diga di Atatürk sull'Eufrate, diga che avrebbe lasciato in mano alla Turchia il controllo sulla portata del fiume. Anche la Grecia e l'Unione Sovietica, generalmente interessate a destabilizzare la Turchia, avrebbero appoggiato il PKK. Il PKK è stato definito organizzazione terroristica da molti stati tra i quali la Turchia, gli Stati Uniti, la Siria, il Canada, l'Iran e l'Australia e dall'Unione europea.

## Cattura e processo
La Grecia sosteneva in modo discreto il partito dei Lavoratori del Kurdistan (Partîya Karkerén Kurdîstan - PKK), e la Siria agli inizi aveva addirittura concesso all'organizzazione una base di addestramento sul proprio territorio. I rapporti fra Siria e Turchia si fecero tesi e nel 1998 i due paesi si trovarono sull'orlo di un conflitto armato a causa della costruzione di dighe turche destinate a imbrigliare, più a valle, le acque dell'Eufrate. Le autorità siriane scelsero di non consegnare il leader del PKK ai Turchi, ma gli intimarono di lasciare subito il paese. Per Öcalan fu l'inizio di una lunga odissea alla ricerca di un asilo politico e sempre braccato dagli agenti dei servizi segreti turchi. Egli si rifugiò dapprima in Russia da cui fu invitato ad allontanarsi dopo pochi giorni.
L'unico sostegno rimastogli erano alcuni agenti dei servizi segreti greci tra cui Sabbas Kalenteridis, agenti che lo scortavano continuamente per evitarne la cattura da parte dei rivali turchi, ma agendo in maniera indipendente senza l'avallo formale del governo greco. Öcalan aveva nominato suo legale Britta Böhler, un'avvocatessa tedesca di grande fama, e altri principi del foro in vari paesi europei tra cui l'Italia. Questi sostenevano la legittimità della battaglia da lui condotta in favore del popolo curdo, ma nessuno di loro riuscì a strappare al proprio governo la concessione dell'asilo. Da Mosca Öcalan giunse a Roma il 12 novembre 1998 accompagnato da Ramon Mantovani, deputato di Rifondazione Comunista. Il leader del PKK si consegnò alla polizia italiana, sperando di ottenere in qualche giorno asilo politico, ma la minaccia di boicottaggio verso le aziende italiane spinse il neo-formato governo D'Alema a ripensarci.
Il governo italiano non poteva estradare Öcalan in Turchia, paese in cui era ancora in vigore la pena di morte, né poteva concedergli asilo: infatti in Italia la concessione dell'asilo spetta alla magistratura, che lo riconobbe a Öcalan, ma troppo tardi. Una soluzione sarebbe potuta arrivare dalla notifica, da parte del cancelliere tedesco Gerhard Schröder, del mandato di cattura in vigore contro di lui in Germania, ma Schröeder probabilmente non volle creare tensioni nell'ampia minoranza di immigrati curdi in Germania. Il 16 gennaio 1999, dopo 65 giorni, Öcalan fu convinto a partire per Nairobi, in Kenya. Il "caso Öcalan" fu origine di critiche al governo D'Alema, accusato tra l'altro di aver trascurato gli articoli 10 e 26 della Costituzione italiana che regolano il diritto d'asilo e vietano l'estradizione passiva in relazione a reati politici.
Il 15 febbraio 1999 Öcalan fu catturato dagli agenti dei Servizi segreti turchi del Millî İstihbarat Teşkilatı durante un suo trasferimento dalla sede della rappresentanza diplomatica greca in Kenya all'Aeroporto di Embakasi di Nairobi. Fu quindi fatto salire a bordo di un aereo messo a disposizione da un imprenditore turco e portato in Turchia dove fu subito recluso in un carcere di massima sicurezza a İmralı, un'isola del Mar di Marmara. Il suo arresto provocò immediatamente una serie di massicce proteste di Curdi e non, che in vari punti del globo presero d'assalto le sedi diplomatiche greche. Essi ritenevano che il loro capo fosse stato tradito dai Greci e che proprio questi lo avessero consegnato al nemico. Anche in Italia a causa dell'arresto vi furono manifestazioni di protesta: a Roma sfociarono in scontri che portarono a perquisizioni e arresti. Una volta prigioniero, evitò la pena di morte, abolita dalla Turchia nell'agosto del 2002 su pressione dell'Unione europea, e oggi il capo del PKK sconta l'ergastolo nelle carceri turche.

## Situazione attuale
Fino al suo arresto Öcalan ha proposto una soluzione pacifica al conflitto curdo entro i confini della Turchia. Öcalan richiese alle istituzioni curde la fondazione di una "Commissione di Verità e Giustizia" per investigare i "crimini di guerra" commessi dal PKK e dalle forze di sicurezza turche. Una struttura parallela ha iniziato a operare nel maggio 2006. Nel marzo 2005 Abdullah Öcalan ha reso nota la Dichiarazione di Confederazione Democratica in Kurdistan in cui ha richiesto una confederazione libera da confini tra le regioni curde della Turchia (chiamate Kurdistan Nordoccidentale dal PKK), della Siria ("Piccola parte del Kurdistan Meridionale"), Iraq ("Kurdistan Meridionale") e dell'Iran ("Kurdistan orientale"). In questa zona verrebbero utilizzati tre diversi sistemi legislativi: quello dell'Unione europea, quello di Turchia/Siria/Iraq/Iran e quello curdo. Questa prospettiva è stata inclusa nel programma del PKK in seguito al "Congresso di Rifondazione" ad aprile 2005.
Dal suo arresto Öcalan ha significativamente mutato la sua ideologia, leggendo teorici sociali del mondo occidentale come Murray Bookchin, Immanuel Wallerstein, Fernand Braudel e modellando la sua società ideale come una "Società democratico-ecologista", in seguito ridefinita come "Società liberazionista sul genere e democratico-ecologista" nell'attuale programma del PKK, riferendosi a Nietzsche come "profeta". Ha inoltre scritto libri e articoli sulla storia della Mesopotamia pre-capitalista e sulle religioni abramitiche..
Il 28 gennaio 2016 la giunta comunale di Napoli, guidata dal sindaco Luigi de Magistris ha conferito a Öcalan la cittadinanza onoraria della Città di Napoli «quale pubblico attestato dei sentimenti di condivisione dei principi di democrazia, uguaglianza e libertà per il Popolo curdo, al quale la Città di Napoli è legata da affetto, stima ed amicizia». Il 5 ottobre 2019 il comune emiliano di Berceto ha compiuto un'operazione analoga, suscitando la reazione e le proteste del governo turco di Recep Tayyip Erdoğan.

## Richiesta di tregua
Il 28 settembre 2006 Öcalan ha fatto rilasciare una dichiarazione al suo legale, Ibrahim Bilmez, in cui chiedeva al PKK di dichiarare un armistizio e cercare di raggiungere la pace con la Turchia. Il Comunicato di Öcalan affermava che "Il PKK non dovrebbe utilizzare le armi tranne che se attaccato con l'intento di annichilimento" e che "è molto importante costruire un'unione democratica tra i Turchi e i Curdi. Con questo processo la via al dialogo democratico verrà finalmente aperta".
La nipote Dilek Öcalan si è candidata con il Partito Democratico dei Popoli (Hdp) alle elezioni politiche del 2015 ed è stata eletta come deputata al Parlamento turco. Nel 2018 è stata arrestata con l'accusa di incitamento all'insurrezione e al terrorismo per un discorso tenuto durante un funerale, reato per cui è stata condannata a due anni e sei mesi di reclusione.
Nel 2025, attraverso un messaggio inviato dal carcere, Öcalan ha chiesto lo scioglimento del PKK e la fine della lotta armata. Il 1º marzo 2025 il gruppo ha dichiarato un cessate il fuoco, e nel maggio 2025, durante un congresso nel nord dell’Iraq, ha annunciato ufficialmente la sua dissoluzione, ponendo fine a oltre 40 anni di insurrezione. Öcalan è stato indicato come guida simbolica del processo di transizione politica.

## Accuse di antisemitismo
Nei testi di Öcalan si trovano diversi riferimenti a teorie del complotto antisemite e tipici motivi antisemiti. Öcalan inizia verso la fine degli anni ottanta a sostenere che il nazionalismo turco fosse stato creato dal capitale britannico ed ebraico al fine di controllare la Turchia e messo in atto tramite ebrei convertiti, i "Dömne". La tesi viene ripetuta nel terzo volume di "Sociologia della Libertà". La giornalista Aliza Marcus sostiene di non aver mai incontrato personalmente forme di antisemitismo nel PKK, e che i motivi antisemiti negli scritti di Öcalan siano dovuti primariamente a un pragmatismo che ha portato ad assumere posizioni antisemite di possibili alleati.